# Abdij van Onze-Lieve-Vrouw van Jardinet

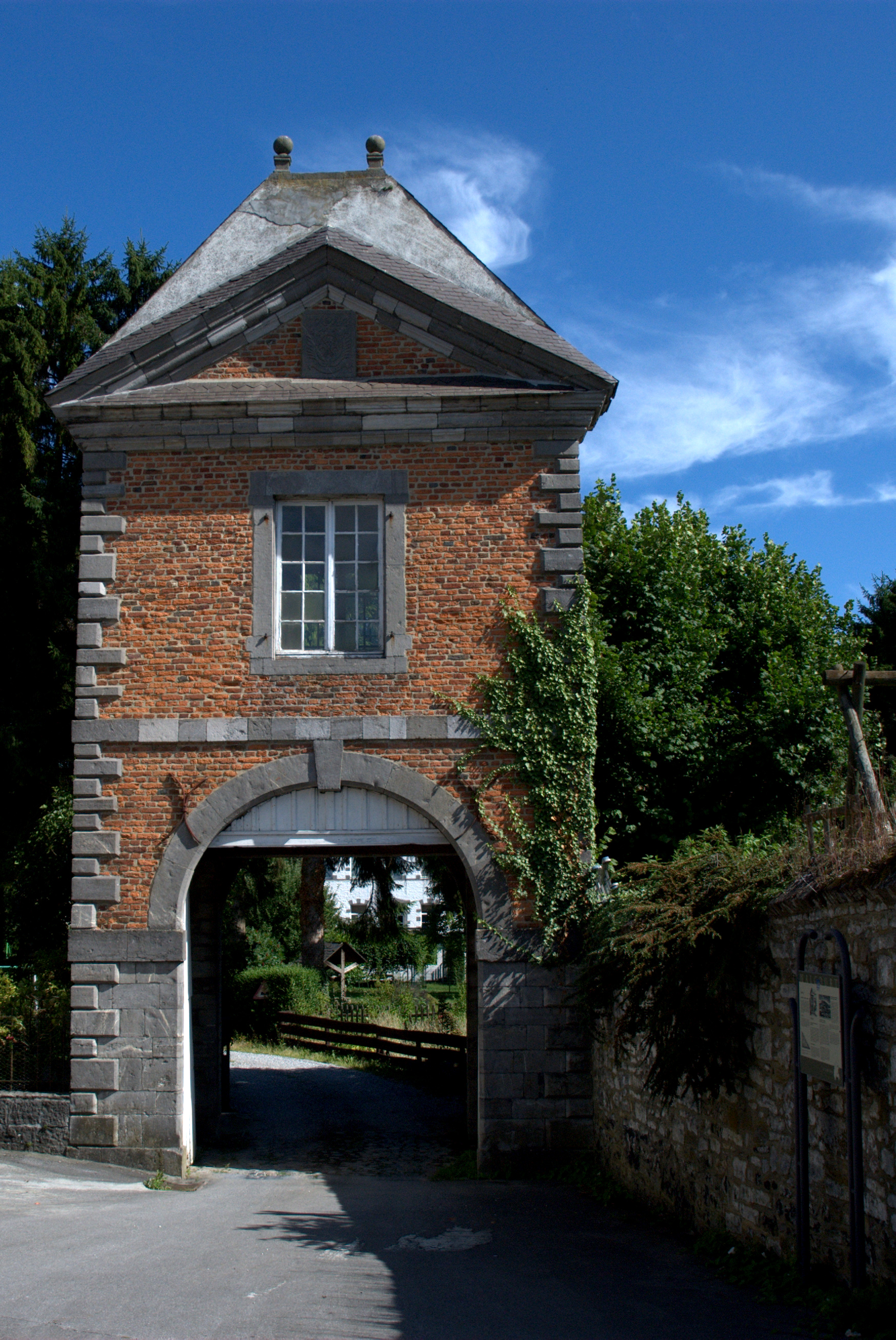
Poortgebouw van de intussen verdwenen abdij van Onze-Lieve-Vrouw van Jardinet

De abdij van Onze-Lieve-Vrouw van Jardinet was een abdij van cisterciënzerinnen in de Belgische gemeente Walcourt.
In 1229 vestigden zich hier de eerste nonnen. Ze verlieten de abdij in de 15e eeuw. Monniken kwamen hen vervangen. In 1794 verwoestten Franse revolutionairen haar, in 1797 werd ze verkocht. Het spoorwegstation van Walcourt staat nu waar de abdijkerk stond. Van haar gebouwen resten nog de boerderij op de flank van de heuvel, de brouwerij, het woonhuis en het portaal. Het timpaan van het portaal draagt het wapen van abt Malfroid met zijn motto: Praeit et urget en het jaartal 1713.

## Legende rond haar ontstaan
Een legende ligt aan de basis van haar ontstaan. Ze vertelt hoe het beeld van Onze-Lieve-Vrouw van Walcourt tijdens de brand van 1220 de plaatselijke Sint-Maternusbasiliek uitvluchtte en in een berkenboom teruggevonden zou zijn. Het beeld keerde pas terug naar de kerk toen Diederik II van Walcourt beloofde ter plaatse een abdij ter ere van Onze-Lieve-Vrouw te bouwen. 

## Le Grand Tour
Ieder jaar op de zondag na Pinksteren vindt hier de beroemde Le Grand Tour plaats, een processie ter ere van Onze-Lieve-Vrouw van Walcourt, waarbij het beeld wordt geëscorteerd door "soldaten" in uniformen uit de napoleontische tijd. Hoogtepunt van de dag is een viering bij de berkenboom.